# Tommy Hools
Tommy Hools est un groupe de musique électronique français, composé de Vincent Tarrière, Nicolas Druel et Laurent Bidoli, actif à la fin des années 1990 et au début des années 2000.

## Biographie
Formé en 1996 à Paris, Tommy Hools a failli initialement être le nom d'une ligne de vêtements. En 1999, le groupe publie son premier album studio, intitulé Popular Frequencies. L'ouvrage French Touch 100: De Daft Punk à Rone publié en 2017 cite Popular Frequencies dans sa liste des albums à écouter. En 2001, le groupe sort son album Shut Up! Early Works and Remixes Volume 1 et joue la même année, entre le 14 et le 18 juillet, au Dour Festival.
Un ultime album du groupe fait son apparition en 2003, sous le nom de All Soul's Night. Passé 2003, le groupe ne donnera plus signe d'activité.

## Discographie
- 1999 : Popular Frequencies
- 2001 : Shut Up! Early Works and Remixes Volume 1
- 2003 : All Soul's Night